# Molophilus uniguttatus
Molophilus uniguttatus là một loài ruồi trong họ Limoniidae. Chúng phân bố ở miền Australasia.